# Cécile Kyenge
Cécile Kyenge, née Kashetu Kyenge ([kaʃetu kjeᵑɡe]) le 28 août 1964 à Kambove (République démocratique du Congo, souvent appelé Congo-Kinshasa), est une femme politique italienne, membre du Parti démocrate (PD) et ministre pour l'Intégration du gouvernement Letta de 2013 à 2014.

## Biographie

### Une formation d'ophtalmologie
Après le lycée, elle décide d’entamer des études de médecine et de chirurgie à l’université mais une commission gouvernementale la dirige vers la faculté de pharmacie de l’université de Kinshasa. Grâce à l’intérêt d’un évêque elle obtient en 1983 une des trois bourses d’étude mises à disposition des étudiants congolais pour étudier la médecine à l'université catholique du Sacré-Cœur où elle arrive avec un visa étudiant. Elle se spécialise ensuite en ophtalmologie, à l'université de Modène et de Reggio d'Émilie, puis devient ophtalmologiste.

### Ses débuts en politique
Aux élections municipales de juin 2004, elle est élue à Modène, sous les couleurs des Démocrates de gauche (DS), alors que la coalition de L'Olivier remporte le scrutin. Elle devient aussitôt après la responsable départementale du Forum de la Coopération Internationale et de l’Immigration.
Cinq ans plus tard, membre du Parti démocrate, elle est élue au conseil provincial de Modène, l'alliance de gauche conservant la majorité. Elle entre alors à la commission Sécurité sociale et politiques sociales. Elle est également la responsable régionale d’Émilie-Romagne des politiques d’immigration du Parti démocrate.

### De la Chambre des députés au gouvernement
À l'occasion des élections générales anticipées des 24 et 25 février 2013, elle est candidate en Émilie-Romagne pour la Chambre des députés et y remporte un siège. Juste après son élection au Parlement, elle soutient avec d’autres signataires (Pier Luigi Bersani, Khalid Chaouki e Roberto Speranza) une proposition de loi sur la reconnaissance de la citoyenneté aux enfants d’immigrés nés sur le sol italien (dit ius soli).
Le 27 avril 2013, elle est nommée ministre pour l'Intégration, sans portefeuille, du gouvernement de grande coalition d'Enrico Letta. Elle prête serment devant le président de la République, Giorgio Napolitano, et le président du Conseil, Enrico Letta, le lendemain, au palais du Quirinal. Elle devient alors la première femme noire (comme elle préfère elle-même se définir, plutôt que « de couleur »),, à être nommée ministre dans l'histoire de l'Italie.
Sa prise de fonction fait l'objet de nombreux commentaires ou actes racistes, xénophobes ou sexistes sur des sites d'extrême droite, le député européen de la Ligue du Nord Mario Borghezio insinuant qu'elle devait son entrée au gouvernement à une promotion canapé et l'accusant de vouloir imposer « des traditions tribales » en Italie et clamé que les africains n’avaient « pas produit de grands gènes ». Le gouvernement a décidé d'ouvrir une enquête après la diffusion de ces insultes racistes. À la suite d'un fait divers tragique impliquant un immigré clandestin ghanéen en mai 2013, Matteo Salvini membre de la Ligue du Nord accuse « la ministre de couleur d’instigation à la violence à partir du moment où elle dit que la clandestinité n’est pas un délit ». Les jours suivant la presse enregistre de nombreuses autres attaques racistes provenant de la Ligue et d’autres groupes politiques.
En juillet 2013, le vice-président du Sénat, Roberto Calderoli, durant une manifestation de la Ligue du Nord, la compare à un orang-outan. Ces propos sont sévèrement condamnés par l'ensemble des personnalités politiques italiennes, dont la présidente de la Chambre des députés, Laura Boldrini, le président de la République Giorgio Napolitano, le président du Conseil Enrico Letta, le président du Sénat Pietro Grasso, l’ONU, et le Vatican. L’incident a eu un grand écho médiatique, et ce également dans la presse étrangère. Flavio Rizzo, professeur à l’université de Tokyo, analyse le cas Kyenge à travers le spectre de la dynamique raciale dans un contexte de difficile rapport à la diversité en Italie,,. À cause de la pression médiatique internationale, divers représentants de partis politiques et le président du Conseil Enrico Letta ont demandé la démission du vice-président du Sénat Roberto Calderoli.
Calderoli se plaint ensuite d’être victime d’un sort de marabout que, pour venger sa fille, le père de Cecile Kyenge aurait jeté sur lui. Depuis il ne cesserait d’être accablé de malheurs et il voudrait que l’auteur de cette malédiction la retire. Ce à quoi Cécile Kyenge répond qu’elle est bonne catholique et ne croit pas à la sorcellerie. Son père, Clément Kikoko Kyenge explique que le rituel pour libérer Roberto Calderoli « des mauvaises pensées et des paroles blessantes » n'appelait pas à la vengeance mais que « si ses excuses ont été le fruit du calcul et de l'opportunité, les ancêtres ont pu devenir nerveux ».
Cécile Kyenge est élue députée européenne d'Italie de la 8e législature le 25 mai 2014.
Elle est à nouveau candidate aux élections européennes de 2019 avec le Parti démocrate dans la circonscription du Nord-Est sans être réélue puisqu’elle finit huitième.

### Autres activités
En 2002 elle fonde l’association interculturelle DAWA (en langue swahili : médicaments, traitement, magie, médecine, bien-être), avec l’objectif de promouvoir la connaissance réciproque des cultures et développer des parcours d’intégration et de coopération entre l’Italie et l’Afrique, en particulier dans la République Démocratique du Congo où elle concentre majoritairement ses efforts. À partir de septembre 2010 elle devient la porte-parole nationale du réseau Premier Mars qui s’occupe de promouvoir les droits des migrants.
Elle collabore avec des organismes et des associations pour des campagnes nationales sur le droit à la citoyenneté. Elle collabore aussi avec la revue Combonifem e Courrier Immigration. Elle a promu et coordonné le projet AFIA pour la formation de médecins spécialisés au Congo en collaboration avec l’Université di Lubumbashi. Elle a en outre collaboré à la formation de personnels sanitaires dans le domaine de la médecine de l’immigration. À travers le projet « Diaspora Africaine », dont elle a été la coordinatrice pour l’Italie du Nord, elle s’est engagée à la promotion de la pleine citoyenneté des immigrants.
En 2010, elle est choisie comme tête d’affiche de la campagne de sensibilisation sur l’immigration réalisée par l’Office de Rome de l’Organisation Internationale pour les Migrations (OIM). Le 27 juin 2013, le conseil communal de Terzigno lui attribut à l’unanimité la citoyenneté d’honneur de la commune. Le 2 juillet 2013, le conseil communal de Roccella Jonica lui attribue également la citoyenneté d’honneur à l’unanimité. C’est aussi le cas de la commune d’Alcamo, le 1er septembre 2013.
Elle dirige les observateurs de l'Union européenne lors de l'élection présidentielle malienne de 2018.

### Vie privée
Née d’une famille nombreuse aisée de l’ethnie bakunda, elle acquiert la citoyenneté italienne en 1994 quand elle se marie avec un ingénieur italien de Modène, originaire de Calabre,. Cécile Kyenge est la mère de deux filles, Giulia et Maisha, et vit à Castelfranco Emilia.